# Adrie van Kraay
Adrianus Ambrosius Cornelis van Kraaij (Eindhoven, 1º agosto 1953) è un ex calciatore olandese.

## Palmarès

### Club

#### Competizioni nazionali
- Campionato olandese: 3

PSV Eindhoven: 1974-1975, 1975-1976, 1977-1978

#### Competizioni internazionali
- Coppa UEFA: 1

PSV Eindhoven: 1977-1978